# Mileva Roller

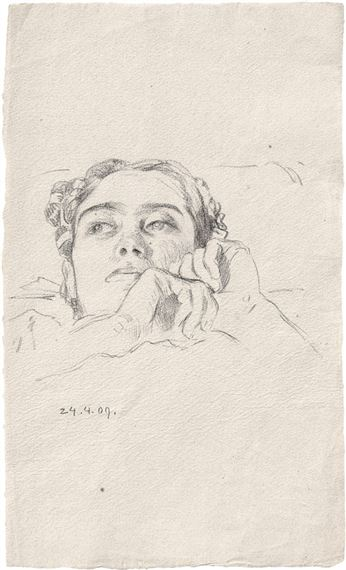
Mileva Roller, Porträt von Alfred Roller, 1909

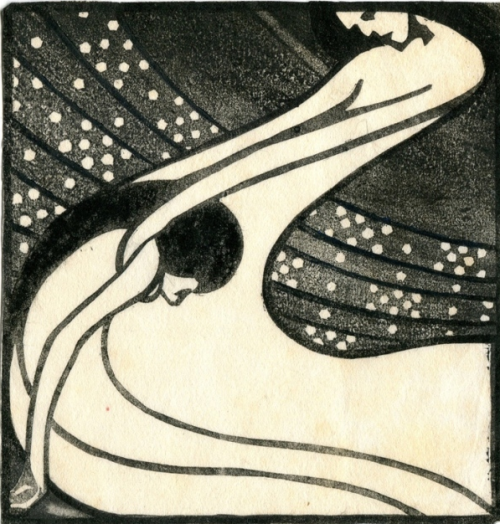
Mileva Roller: Zwei Frauen

Mileva Antonia Roller, geb. Stoisavljevic (geboren am 18. Februar 1886 in Innsbruck, Österreich-Ungarn; gestorben am 5. Juni 1949 in Wien), war eine österreichische Malerin und Emaillekünstlerin.

## Leben

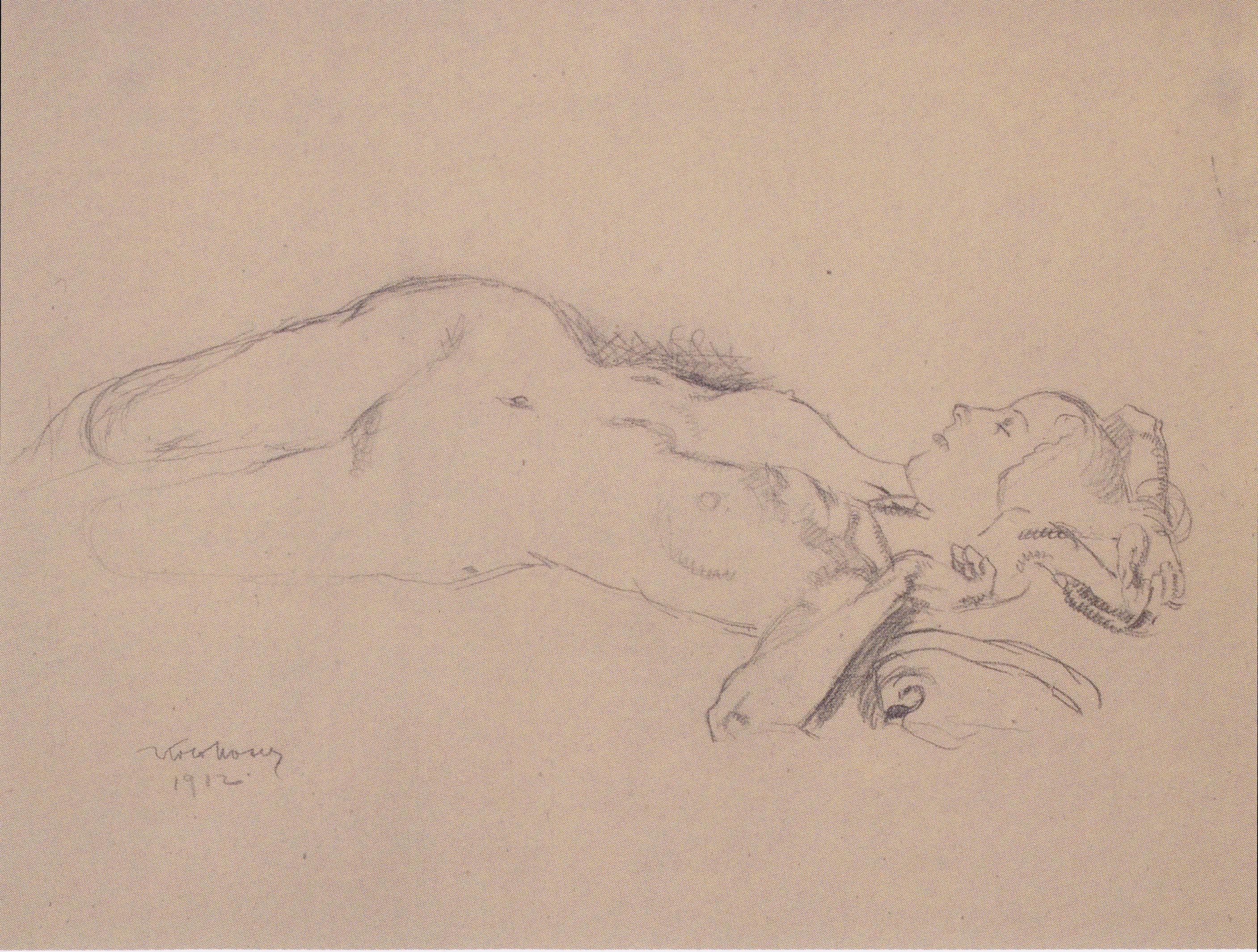
Mileva Roller 1912; Akt von Koloman Moser

Mileva Stoisavljevic war die Tochter des aus Agram stammenden österreichischen Artillerieoffiziers Mladen Stoisavljevic, der aus Kroatien nach Österreich-Ungarn gekommen war, und seiner Frau, der Lehrerin an der Wiener Frauenakademie für Porzellanmalerei Adelheid („Adele“) Paukert-Hohenauer (1864–1960). Milevas jüngerer Bruder Raoul Stoisavljevic (1887–1930) wurde Pilot bei den k.u.k. Luftfahrtruppen. Aus der zweiten Ehe der Mutter hatte Mileva eine Halbschwester, Hadwiga Paukert, die nur 39 Jahre alt wurde.
Mileva Stoisavljevic studierte von 1901 bis 1904 an der Kunstgewerbeschule bei Rudolf von Larisch, Carl Otto Czeschka, Franz Metzner und Alfred Roller. Am 21. Juli 1906 heiratete sie Alfred Roller.
Von 1915 bis 1921 erhielt Roller eine Ausbildung als Emaillekünstlerin an der Kunstgewerbeschule bei Adele von Stark.
Mileva Roller stand in regem Kontakt mit Gustav Klimt, Hugo von Hofmannsthal sowie Gustav und Alma Mahler.
Mileva und Alfred Roller wurden Eltern zweier Söhne. Dietrich (1909–2001) wurde Arzt, Ulrich (1911–1941) wurde Bühnenbildner und fiel als Soldat in Stolpovo bei Kaluga (Sowjetunion) während des Russlandfeldzuges kurz nach Weihnachten 1941.
Alfred, Mileva und Dietrich Roller wurden auf dem Wiener Zentralfriedhof beerdigt (Evangelische Abteilung Tor 4 Gruppe 5 Nr. 40/41).

## Werke (Auswahl)
- Mitarbeit an Die Fläche I (1902) und Ver Sacrum (1903)[8]
- Entwürfe in Holzschnitt und Radierung sowie Exlibris für ihr nahestehende Personen, etwa Richard und Emma Teschner[8]

## Ausstellungen (Auswahl)
- 1. Juni bis 16. November 1908: Kunstschau[8] Zeichnungen, Radierungen, Holzschnitte und Malereien auf Pergament und Elfenbein, ausgestellt in Raum 21[12]
- 13. August bis 26. Oktober 2004: Aufbruch und Idylle im Papyrusmuseum – Gebrauchsgrafik österreichischer Künstlerinnen 1900–1945 in einer kleinen Ausstellung[13]
- 6. Juli bis 3. Oktober 2016: Der Farbholzschnitt in Wien um 1900 in der Schirn Kunsthalle Frankfurt und im Anschluss vom 19. Oktober 2016 bis 22. Januar 2017 in der Albertina Wien[14]
- 2019: Stadt der Frauen[8]

## Mitgliedschaften
Roller war seit Januar 1913 Mitglied des Bundes Österreichischer Künstler, wie ihr durch einen Brief von Gustav Klimt mitgeteilt wurde.